# Тай Барібо
Тай Барібо (івр. תאי בריבו, нар. 15 січня 1998, Ейлат) — ізраїльський футболіст, нападник американського клубу «Філадельфія Юніон».

## Клубна кар'єра
Народився 15 січня 1998 року в місті Ейлат. Вихованець юнацьких команд футбольних клубів «Хапоель» (Рішон-ле-Ціон), «Маккабі» (Петах-Тіква).
У дорослому футболі дебютував 2016 року виступами за команду «Маккабі» (Петах-Тіква), в якій провів п'ять сезонів, взявши участь у 96 матчах чемпіонату. 
Своєю грою за цю команду привернув увагу представників тренерського штабу клубу «Вольфсберг», до складу якого приєднався 2021 року. Відіграв за команду з Вольфсберга наступні два сезони своєї ігрової кар'єри. Більшість часу, проведеного у складі «Вольфсберга», був основним гравцем атакувальної ланки команди. У складі «Вольфсберга» був одним з головних бомбардирів команди, маючи середню результативність на рівні 0,45 гола за гру першості.
До складу клубу «Філадельфія Юніон» приєднався 2023 року. Станом на 19 вересня 2024 року відіграв за команду з Пенсильванії 20 матчів в національному чемпіонаті.

## Виступи за збірні
У 2017 році дебютував у складі юнацької збірної Ізраїлю (U-19), загалом на юнацькому рівні взяв участь у 2 іграх, відзначившись одним забитим голом.
Протягом 2018–2020 років залучався до складу молодіжної збірної Ізраїлю. На молодіжному рівні зіграв у 13 офіційних матчах, забив 2 голи.
У 2022 році дебютував в офіційних матчах у складі національної збірної Ізраїлю.
| Дата       | Місто            | Господарі | Результат | Гості    | Турнір                               | Голи | Примітки |
| ---------- | ---------------- | --------- | --------- | -------- | ------------------------------------ | ---- | -------- |
| 26-3-2022  | Зінсгайм         | Німеччина | 2 – 0     | Ізраїль  | товариський матч                     | -    | 64'      |
| 29-3-2022  | Нетанья          | Ізраїль   | 2 – 2     | Румунія  | товариський матч                     | -    | 45'      |
| 2-6-2022   | Хайфа            | Ізраїль   | 2 – 2     | Ісландія | Ліга націй УЄФА 2022-2023 - 1-й етап | -    | 74'      |
| 24-9-2022  | Тель-Авів        | Ізраїль   | 2 – 1     | Албанія  | Ліга націй УЄФА 2022-2023 - 1-й етап | 1    | 86'      |
| 27-9-2022  | Аттард           | Мальта    | 2 – 1     | Ізраїль  | товариський матч                     | -    | 58'      |
| 17-11-2022 | Петах-Тіква      | Ізраїль   | 4 – 2     | Замбія   | товариський матч                     | 1    |          |
| 20-11-2022 | Петах-Тіква      | Ізраїль   | 2 – 3     | Кіпр     | товариський матч                     | 1    | 45'      |
| 25-3-2023  | Хайфа            | Ізраїль   | 1 – 1     | Косово   | Відбір до ЧЄ 2024                    | -    | 79'      |
| 28-3-2023  | Каруж            | Швейцарія | 3 – 0     | Ізраїль  | Відбір до ЧЄ 2024                    | -    | 63'      |
| 16-6-2023  | Будапешт         | Білорусь  | 1 – 2     | Ізраїль  | Відбір до ЧЄ 2024                    | -    | 45'      |
| 19-6-2023  | Єрусалим         | Ізраїль   | 2 – 1     | Андорра  | Відбір до ЧЄ 2024                    | -    | 75'      |
| 12-9-2023  | Тель-Авів        | Ізраїль   | 1 – 0     | Білорусь | Відбір до ЧЄ 2024                    | -    | 78'      |
| 18-11-2023 | Фельчут          | Ізраїль   | 1 – 2     | Румунія  | Відбір до ЧЄ 2024                    | -    | 77' 83'  |
| 21-11-2023 | Андорра-ла-Велья | Андорра   | 0 – 2     | Ізраїль  | Відбір до ЧЄ 2024                    | -    | 74'      |
| 8-6-2024   | Дебрецен         | Угорщина  | 3 – 0     | Ізраїль  | товариський матч                     | -    | 69'      |
| 11-6-2024  | Будапешт         | Білорусь  | 0 – 4     | Ізраїль  | товариський матч                     | -    | 71'      |
| Усього     |                  | Матчів    | 16        |          | Голів                                | 3    |          |